# Ballao
Ballao település Olaszországban, Szardínia régióban, Cagliari megyében. Lakosainak száma 719 fő (2023. január 1.). Ballao Escalaplano, San Nicolò Gerrei, Villaputzu, Armungia, Goni, Perdasdefogu és Silius községekkel határos.

## Népesség
A település népességének változása:
| Lakosok száma | 804  | 790  | 719  |
|               | 2017 | 2018 | 2023 |